# Płaszczyzna Niemyckiego
Płaszczyzna Niemyckiego – przykład przestrzeni topologicznej szeroko wykorzystywany jako kontrprzykład w wielu pytaniach dotyczących topologii ogólnej. Konstrukcja płaszczyzny Niemcykiego pojawiła się w książce Topologie I Pawła Aleksandrowa i Heinza Hopfa z roku 1935. Autorzy sam pomysł przykładu przypisują Wiktorowi Niemyckiemu.

## Konstrukcja
Niech {\displaystyle L} będzie górną półpłaszczyzną zawierającą oś odciętych, tzn. niech
{\displaystyle L=\{(x_{1},x_{2})\in \mathbb {R} ^{2}:x_{2}\geqslant 0\}.}
W zbiorze {\displaystyle L} można wprowadzić topologię {\displaystyle \tau _{N}} poprzez określenie bazy otoczeń {\displaystyle {\mathcal {B}}(\mathbf {x} )} każdego punktu {\displaystyle \mathbf {x} \in L{:}}
- jeśli {\displaystyle \mathbf {x} =(x_{1},x_{2})\in L} i {\displaystyle x_{2}>0,} to niech

{\displaystyle {\mathcal {B}}(\mathbf {x} )=\{V(\mathbf {x} ,i):i=1,2,3,\dots \},} gdzie {\displaystyle V(\mathbf {x} ,i)=\left\{\mathbf {z} \in L:d(\mathbf {x} ,\mathbf {z} )<{\frac {1}{i}}\right\}} a {\displaystyle d} oznacza standardową odległość na płaszczyźnie,
- jeśli {\displaystyle \mathbf {x} =(x_{1},0)\in L,} to niech

{\displaystyle {\mathcal {B}}(\mathbf {x} )=\{U(\mathbf {x} ,i):i=1,2,3,\dots \},} gdzie {\displaystyle U(\mathbf {x} ,i)=\{\mathbf {x} \}\cup \left\{\mathbf {z} \in L:d(\mathbf {y} ^{i},\mathbf {z} )<{\frac {1}{i}}\right\}} a {\displaystyle \mathbf {y} ^{i}=\left(x_{1},{\frac {1}{i}}\right).}
Przestrzeń topologiczna {\displaystyle (L,\tau _{N})} nazywana jest płaszczyzną Niemyckiego.

## Własności
- Płaszczyzna Niemyckiego {\displaystyle (L,\tau _{N})} jest ośrodkową przestrzenią Tichonowa (ośrodkiem tej przestrzeni jest, na przykład, zbiór tych punktów, które mają obydwie współrzędne wymierne).
- Przestrzeń ta zawiera domkniętą dyskretną podprzestrzeń mocy continuum (np. zbiór {\displaystyle \{(x_{1},x_{2})\in L:x_{2}=0\}} jest dyskretny i mocy continuum). W szczególności, {\displaystyle (L,\tau _{N})} jako przestrzeń ośrodkowa zawierająca podprzestrzeń dyskretną mocy continuum, nie jest przestrzenią normalną.
- Każdy domknięty podzbiór płaszczyzny Niemyckiego jest przekrojem przeliczalnej rodziny zbiorów otwartych.
- Przestrzeń {\displaystyle (L,\tau _{N})} jest zupełna w sensie Čecha.